# هدست

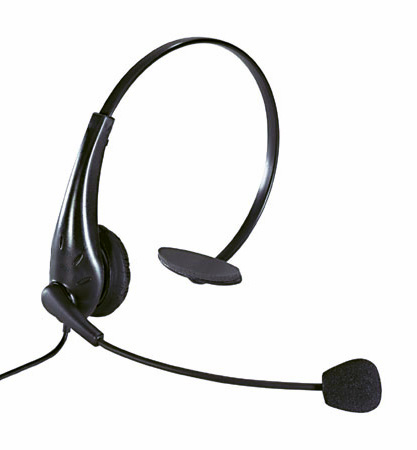
هدست مونوفونیک برای اپراتور تلفن

هدست (به انگلیسی: Headset) از دو بلندگوی کوچک (در بعضی موارد یک بلندگو) که بر روی گوش کاربر قرار می‌گیرد و یک میکروفون تشکیل شده‌است. در مخابرات به مجموع هدفون و میکروفون که مثلاً در تلفن برای یک ارتباط دوطرفه استفاده می‌شوند، گفته می‌شود. هدست ها استفاده های گوناگونی دارند، مثلاً در مراکز تماس (به انگلیسی: Callcenter) یا سایر مشاغل مبتنی بر تلفن و کلیه کسانی که به‌دنبال دستانی آزاد در زمان مکالمات تلفنی خود هستند.

## ریشه‌شناسی
Headset واژه‌ای در زبان انگلیسی است که از دو واژه head و set تشکیل شده که به‌صورت چسبیده نوشته می‌شود.

## جک

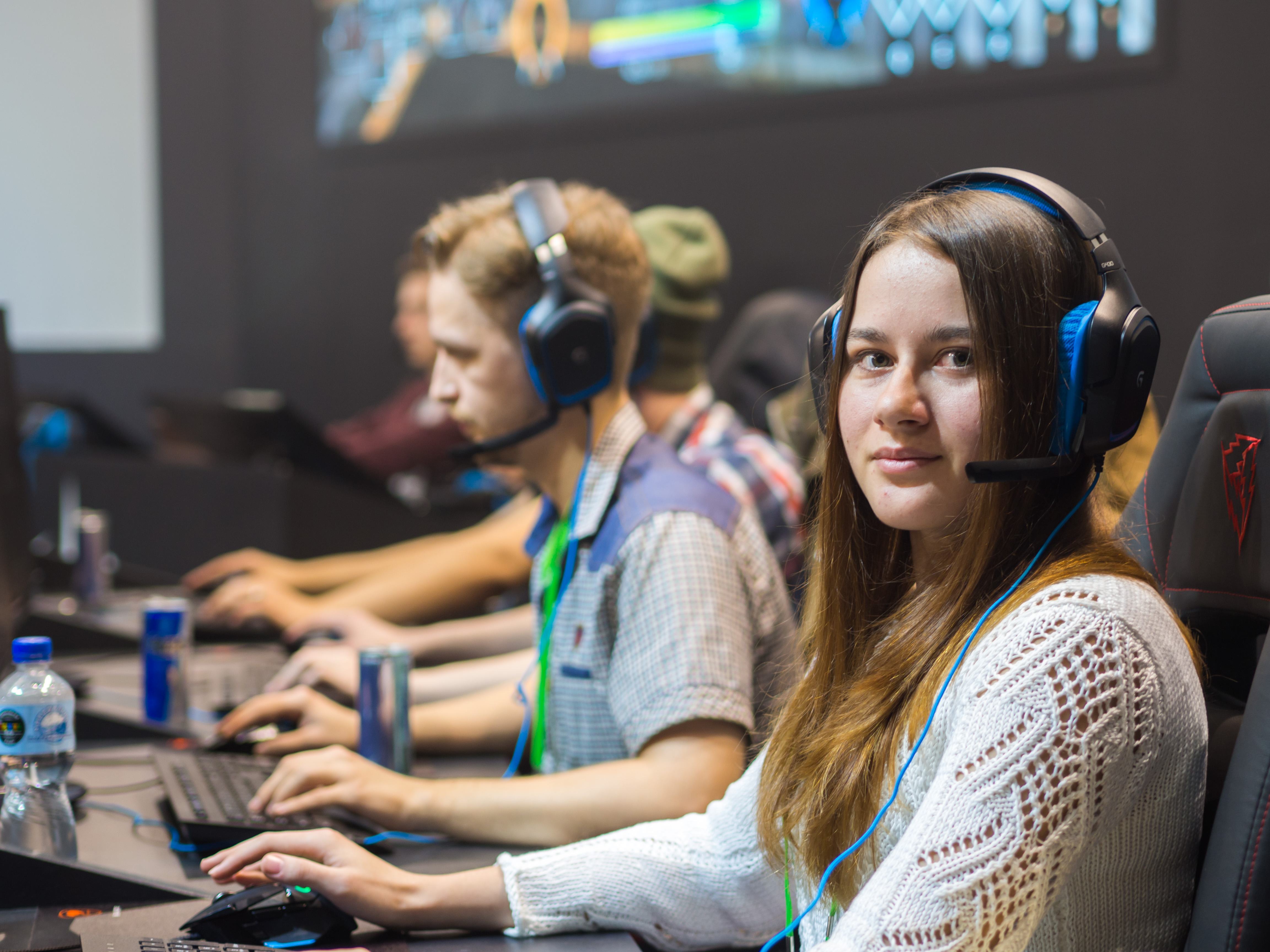
استفاده از هدست در یکی از گیم‌نت‌های مسکو، اکتبر ۲۰۱۶

جک هدفون یک پایۀ راست و یک پایۀ صدای چپ دارد اما هدست‌ها بدین خاطر که میکروفن دارند باید یک پایه هم برای میکروفن در نظر گرفته بشود.

## انواع
1. بر اساس تعداد بلندگو
  1. هدست تک گوش
  2. هدست دو گوش
2. بر اساس کاربرد نهایی
  1. هدست تلفن
  2. هدست ارتباطات یکپارچه
  3. هدست کامپیوتر
3. بر اساس تکنولوژی ارتباطی
  1. هدست با - سیم
  2. هدست بی - سیم
4. بر اساس انواع قابلیت ها و تکنولوژی های استفاده شده در طراحی
  1. هدست حذف نویز
  2. هدست با قابلیت صدای باند پهن
  3. هدست با میکروفون پیش تقویت شده.